# Kayax
Kayax – polska wytwórnia płytowa i agencja koncertowa.

## Historia
Spółka została założona w 2001 roku przez polską piosenkarkę Kayah i Tomika Grewińskiego, byłego członka grup Ahimsa i Houk. Początkowo firma Kayax miała wydawać jedynie albumy Kayah, jednak w 2003 roku postanowiono jej nazwą sygnować płyty innych, głównie początkujących wykonawców. Celem wydawców było promowanie muzyki niszowej i awangardowej. Wytwórnia Kayax powstała, ponieważ nie czuliśmy się usatysfakcjonowani tym, co oferują rodzimi wydawcy. Był taki moment, kiedy wydawało się, że nic się nie dzieje na rynku w Polsce, że jest jakiś marazm. – tak wokalistka uzasadniała ideę założenia firmy. Mam zamiar być wydawcą, o jakim ja sama zawsze marzyłam: pełnym szacunku dla sztuki i jej twórców. To będzie wytwórnia dla artystów inteligentnych, niezależnych, poszukujących i nie poddających się muzyce biesiadnej – zapowiadała Kayah.
Pierwsze premiery ukazały się już w połowie roku, były to albumy artystów 15 Minut Projekt i Envee. Jednak prawdziwymi sukcesami wydawniczymi okazały się wydane w 2005 roku albumy In the Room Krzysztofa Kiljańskiego i Miasto mania Marii Peszek. Obie płyty pokryły się platyną. Od tamtej pory Kayax wydaje nagrania także takich wykonawców jak Smolik, Kapela ze Wsi Warszawa czy SOFA oraz różnorodne kompilacje tematyczne, m.in. Music 4 Boys & Gays (2007).
W 2008 roku firma Kayax zadebiutowała jako wydawca książkowy, publikując Bezwstydnik Marii Peszek, a w 2009 roku wydane zostało pierwsze DVD, będące zapisem koncertu grupy Zakopower. Pierwszym studyjnym albumem Kayah wydanym w jej własnej wytwórni jest Skała z września 2009.
W 2022 wytwórnia otrzymała nagrodę ZAiKS-u za popularyzację polskiej muzyki rozrywkowej. W 2025 Kayah sprzedała swoje udziały w spółce Grewińskiemu, który tym samym stał się jedynym właścicielem Kayaxu.